# 华中地区
华中地区简称华中，也称“中国中部地区”，中国传统地理大区之一。华中地区在中国历史的发展过程中扮演了重要角色，其独特的地理位置、文化传承和经济影响力使其成为许多重大历史事件的发生地。

## 史前时期与夏商周

### 史前文明
华中地区发现了许多新石器时代的遗址，如湖北的屈家岭文化、湖南的高庙文化和河南的仰韶文化。这些文化遗址显示了早期农业、手工业和聚落生活的繁荣。

### 夏商周时期
河南是夏商周文明的核心地带。二里头文化被认为是夏文化的遗存，商代的都城安阳殷墟位于河南。周朝时期，华中地区成为分封制下重要的诸侯领地。

## 中华民国大陆时期
在中華民國大陆时期，一般華中地區指長江流域的七省四市（直辖市），而国民政府并无华东地区一说。
- 华中四市包括：上海市、南京市、漢口市（今武漢市）和重慶市
- 华中七省包括：江蘇省、浙江省、安徽省、江西省、湖北省、湖南省和四川省

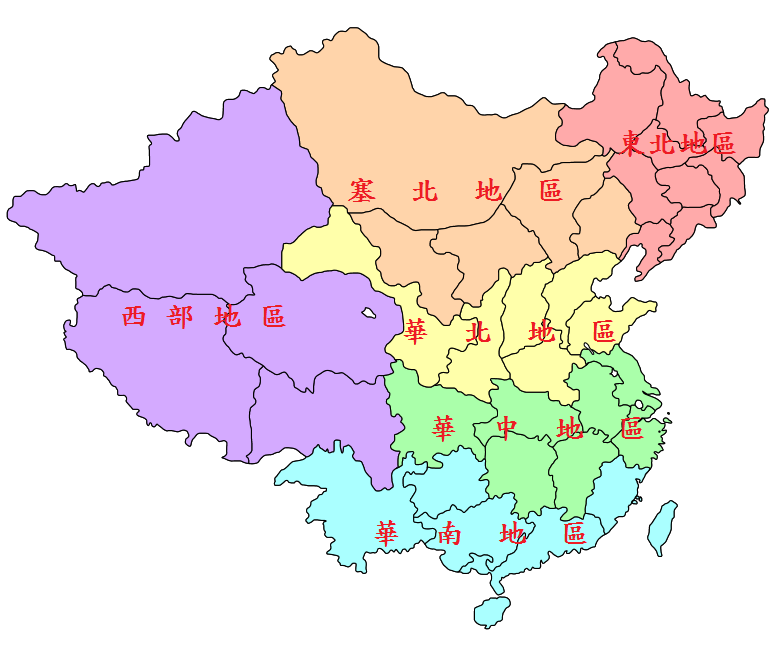
中华民国大陆时期的華中地區（绿色区域）
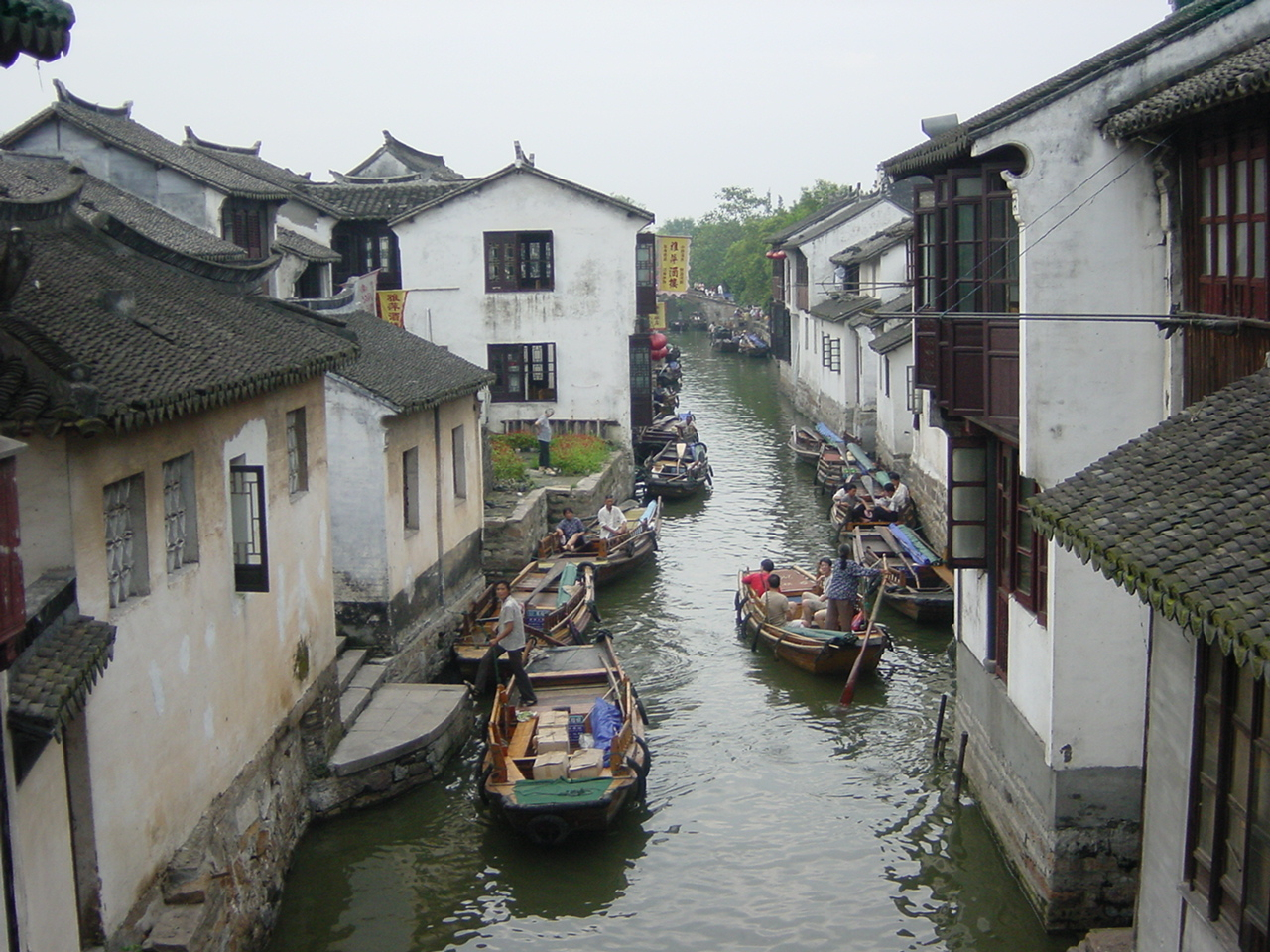
江苏周庄镇，民国时期的江苏省属于华中地区，现为华东地区

## 中华人民共和国时期
中华人民共和国定义的华中地区与国民政府的划分有所不同，且新增了华东地区，划走了一些省市。
- 华中三省包括：河南省、湖北省和湖南省。
- 华中四省包括：河南省、湖北省、湖南省和江西省，其中江西省也属于华东地区。

华中地区常与华南地区合称中南地区。此外还有中国中部经济区，这是一个经济地理概念，该经济区是中国东部经济区之后中国经济的第二梯队。

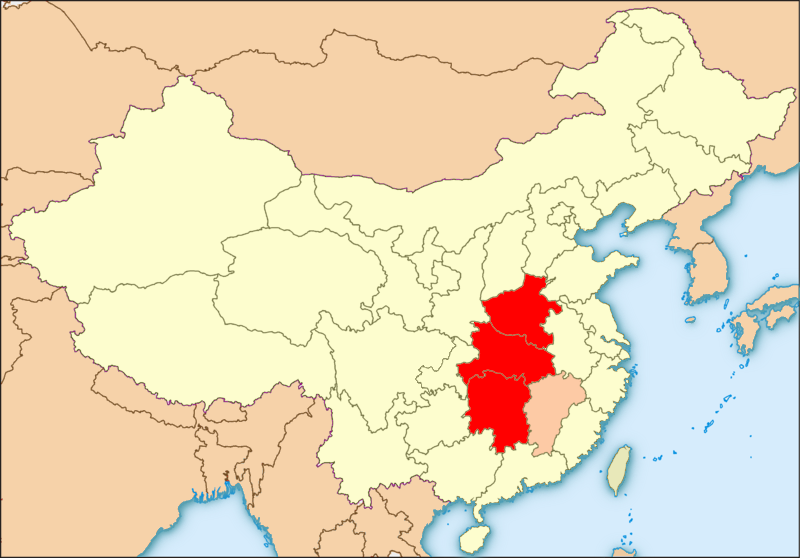
中华人民共和国成立后华中地区的范围，其中江西有时也归为华东地区
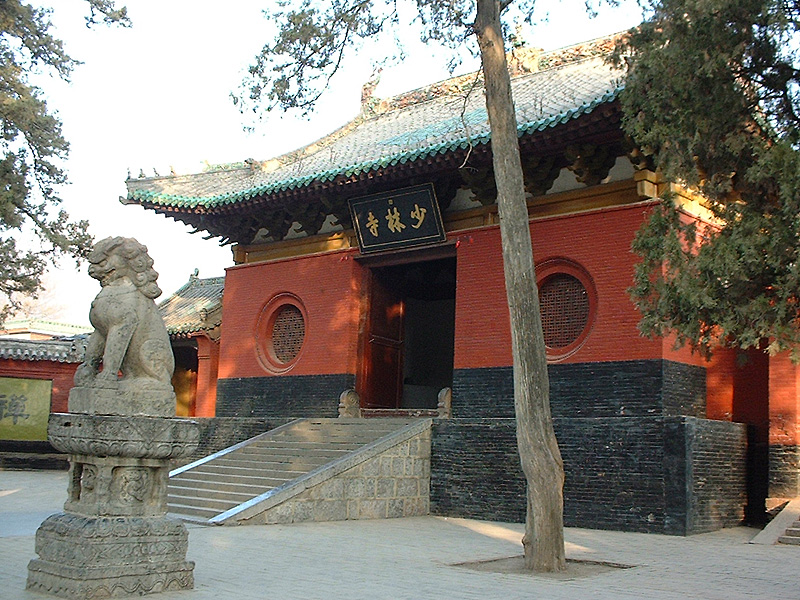
河南少林寺，河南省现属于华中地区，但在民国时期属于华北地区

华中地区的武汉成为全国重要的工业城市和交通枢纽，郑州、长沙等地也崛起为中部经济中心。